# Флоренция на Эльбе

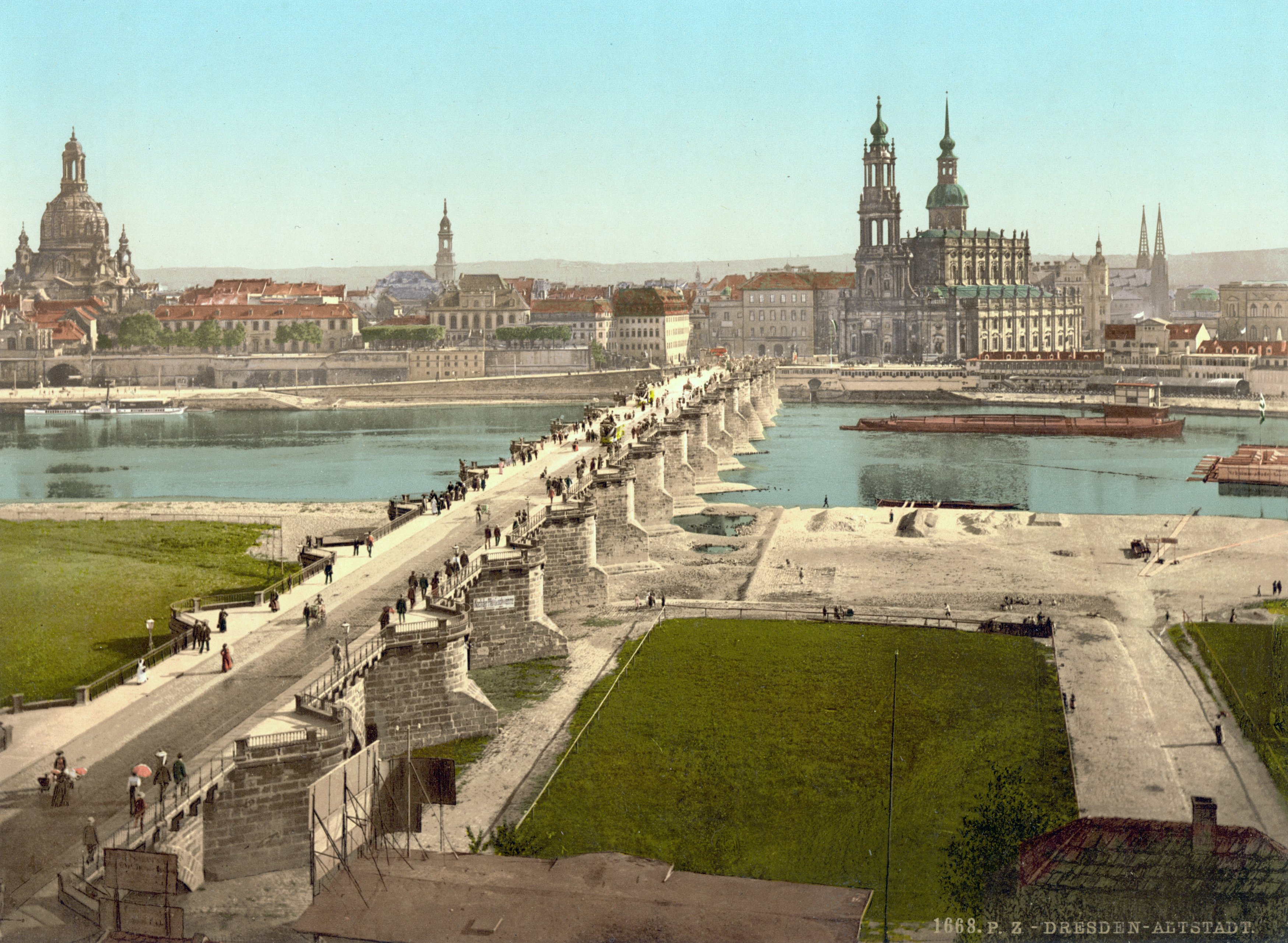
Старый Дрезден на открытке 1900 года

Флоренция на Эльбе (нем. Elb-Florenz) — литературное название Дрездена.
Впервые Дрезден заслужил сравнение с Флоренцией от немецкого историка искусства Иоганна Готфрида Гердера, который в своей «Адрастее» в 1802 году назвал Дрезден с его художественными собраниями «немецкой Флоренцией». Название Дрездена было обусловлено не только теми художественными ценностями, которые хранили музеи города, но и живописным положением Дрездена в долине Эльбы и характерной барочной архитектурой, за которой закрепилось образное выражение «музыка в камне». Благодатная художественная атмосфера города привлекала многих и многих творческих людей, воспринимавших сам город как единое произведение искусства.
В 2004 году было практически полностью завершено восстановление разрушенного во время Второй мировой войны «исторического силуэта» города, и в том же году долина Эльбы в границах города была занесена в список Всемирного наследия ЮНЕСКО. Однако, в связи с возведением нового Вальдшлёсхенского моста 25 июня 2009 года дрезденская долина Эльбы лишилась статуса объекта Всемирного наследия.